# SNRNP70
SNRNP70 (англ. Small nuclear ribonucleoprotein U1 subunit 70) – білок, який кодується однойменним геном, розташованим у людей на короткому плечі 19-ї хромосоми.  Довжина поліпептидного ланцюга білка становить 437 амінокислот, а молекулярна маса — 51 557.
| 10         |  | 20         |  | 30         |  | 40         |  | 50         |
| ---------- |  | ---------- |  | ---------- |  | ---------- |  | ---------- |
| MTQFLPPNLL |  | ALFAPRDPIP |  | YLPPLEKLPH |  | EKHHNQPYCG |  | IAPYIREFED |
| PRDAPPPTRA |  | ETREERMERK |  | RREKIERRQQ |  | EVETELKMWD |  | PHNDPNAQGD |
| AFKTLFVARV |  | NYDTTESKLR |  | REFEVYGPIK |  | RIHMVYSKRS |  | GKPRGYAFIE |
| YEHERDMHSA |  | YKHADGKKID |  | GRRVLVDVER |  | GRTVKGWRPR |  | RLGGGLGGTR |
| RGGADVNIRH |  | SGRDDTSRYD |  | ERPGPSPLPH |  | RDRDRDRERE |  | RRERSRERDK |
| ERERRRSRSR |  | DRRRRSRSRD |  | KEERRRSRER |  | SKDKDRDRKR |  | RSSRSRERAR |
| RERERKEELR |  | GGGGDMAEPS |  | EAGDAPPDDG |  | PPGELGPDGP |  | DGPEEKGRDR |
| DRERRRSHRS |  | ERERRRDRDR |  | DRDRDREHKR |  | GERGSERGRD |  | EARGGGGGQD |
| NGLEGLGNDS |  | RDMYMESEGG |  | DGYLAPENGY |  | LMEAAPE    |  |            |

A: Аланін

C: Цистеїн

D: Аспарагінова кислота

E: Глутамінова кислота

F: Фенілаланін

G: Гліцин

H: Гістидин

I: Ізолейцин

K: Лізин

L: Лейцин

M: Метіонін

N: Аспарагін

P: Пролін

Q: Глутамін

R: Аргінін

S: Серин

T: Треонін

V: Валін

W: Триптофан

Кодований геном білок за функцією належить до рибонуклеопротеїнів. 
Задіяний у такому біологічному процесі як процесінг мРНК. 
Білок має сайт для зв'язування з РНК. 
Локалізований у ядрі.